# Pinch Runner Original Soundtrack
Albums de Morning Musume
3rd -Love Paradise-
(29 mars 2000) Best! Morning Musume 1
(31 janvier 2001)
Pinch Runner Original Soundtrack (ピンチランナー　オリジナル・サウンドトラック) est l'album de la bande originale du film Pinch Runner, attribué au groupe Morning Musume héros du film, bien qu'il n'interprète que deux des titres. 

## Présentation
L'album sort le 5 juillet 2000 au Japon sur le label Zetima, et atteint la 16e place du classement des ventes d'albums de l'Oricon. Il contient des thèmes musicaux, des dialogues du film, et quatre chansons : une du groupe Sharan Q de Tsunku, producteur de Morning Musume, deux versions remixées des titres Dance Suru no da! et Omoide de l'album 3rd -Love Paradise- sorti par Morning Musume trois mois auparavant, et une chanson du groupe Stardust Revue (en) avec Shōko Aida en invitée au chant. 
Le groupe Morning Musume figure en couverture de l'album dans sa formation à sept membres de mars 2000 qui a participé au tournage du film à cette période ; Sayaka Ichii y figure donc bien qu'elle ait quitté le groupe en mai, avant la sortie de l'album, et les quatre nouvelles membres de la "quatrième génération" en sont absentes bien qu'elles aient rejoint le groupe précédemment en avril.

## Formation
Membres du groupe Morning Musume créditées sur l'album : 
- 1re génération : Yūko Nakazawa, Kaori Iida, Natsumi Abe
- 2e génération : Kei Yasuda, Mari Yaguchi, Sayaka Ichii
- 3e génération : Maki Goto

## Liste des titres
1. Opening Theme (オープニングテーマ?)
2. Sanae no Theme (さなえのテーマ?)
3. Tomoko no Theme (知子のテーマ?)
4. Maho no Theme (真穂のテーマ?)
5. Michiko no Theme (道子のテーマ?)
6. Reiko no Theme (麗子のテーマ?)
7. Ayumi no Theme (あゆみのテーマ?)
8. Asahina Gakuen Rikujhô bu no Theme (朝比奈学園陸上部のテーマ?)
9. Shitsui (失意?) (dialogues par Morning Musume)
10. Shissô (疾走?)
11. Goal (ゴール?)
12. Shin Ramen Daisuki Koike-san no Uta (新・ラーメン大好き小池さんの唄?) (par Sharan Q)
13. Dance Suru no da! (Masters of Funk Flavor Remix) (ダンスするのだ！（MASTERS OF FUNK　Flavor Remix）?) (Morning Musume)
14. Omoide (Beat Wave Spiral Mix) (おもいで（BEAT WAVE SPIRAL MIX）?) (par Morning Musume)
15. Natural ~Dakishimete ni no Mama de~ (ナチュラル～抱きしめてこのままで～?) (par "Stardust Revue with Shoko")